# Dan Brown
Pour les articles homonymes, voir Brown.
Œuvres principales
- Anges et Démons (2000)
- Da Vinci Code (2003)
- Le Symbole perdu (2009)
- Inferno (2013)

Daniel Gerhard Brown, dit Dan Brown, né le 22 juin 1964 à Exeter dans le New Hampshire, est un romancier américain, auteur de plusieurs best-sellers appartenant au genre du thriller mêlé d'ésotérisme, qui a vendu près de deux cents millions d'exemplaires de ses romans.
Il a suscité une grande polémique avec la publication de ses romans ayant pour héros Robert Langdon : Anges et Démons, Da Vinci Code, Le Symbole perdu, Inferno et Origine. Et avec Deception Point (avec Rachel Sexton) et Forteresse digitale (avec Susan Fletcher).

## Biographie
Dan Brown naît et grandit dans la petite ville d’Exeter, située dans l’État du New Hampshire, aux États-Unis. Il est l'aîné d’une famille de trois enfants.
Sa mère, Constance (Connie) était musicienne professionnelle et jouait de l’orgue à l’église. Son père, Richard, était un professeur de mathématiques, ainsi que l’auteur de manuels scolaires. Il enseigna à la Phillips Exeter Academy de 1968 jusqu’à sa retraite en 1997.
Phillips Exeter Academy est un pensionnat élitiste qui oblige les nouveaux professeurs à vivre sur le campus pendant quelques années. Pour cette raison, les Brown ont grandi dans cette école. L’environnement social d’Exeter était principalement épiscopalien. Dan Brown chantait dans la chorale de l’église, assistait au catéchisme et passait les étés dans un camp religieux. À l'âge de 9-10 ans, il commence cependant à s'éloigner de la croyance religieuse. Son parcours scolaire a commencé dans une école publique de la ville d’Exeter jusqu’en troisième[Quoi ?]. C’est à cette époque qu’il intègre les rangs de l’école Phillips Exeter comme le feront plus tard sa sœur et son frère.

## Auteur et interprète de pop
Après avoir obtenu son diplôme de l’académie Phillips Exeter en 1982, Dan Brown étudie au Amherst College où il est membre de la confrérie Psi Upsilon. Il joue au squash et chante dans la chorale d’Amherst. Il suit les cours dispensés par l’auteur de romans Alan Lelchuk.
Dan Brown obtient un diplôme d'Amherst avec une double spécialisation en espagnol et en anglais en 1986, puis s’oriente vers une carrière musicale, créant des effets avec un synthétiseur, et en produisant une cassette pour les enfants intitulée SynthAnimals qui contient une collection de chansons telles que « les grenouilles heureuses » et les « éléphants de Suzuki ». Il en vend quelques centaines de copies. Il forme alors sa propre maison de disques appelée Dalliance, et en 1990 il produit un CD intitulé Perspective, visant le marché des adultes. Il en vend également quelques centaines de copies. En 1991, il déménage à Hollywood pour poursuivre une carrière comme parolier et pianiste. Pour subvenir à ses besoins, il enseigne dans les classes préparatoires de l’école de Beverly Hills.
Alors qu'il est à Los Angeles, il s'associe à l'Académie Nationale des paroliers et participe à plusieurs événements. C'est là qu'il rencontre Blythe Newlon, une femme de 12 ans son aînée, alors directrice de l'académie du développement artistique. Bien que ça ne fasse pas officiellement partie de son travail, elle aide Dan Brown à promouvoir ses différents projets. Elle écrit des communiqués de presse, organise des événements promotionnels, et le met en contact avec les personnes qui pourraient être utiles à sa carrière. Elle et Dan Brown deviennent intimes, bien que cela n'ait pas été connu de tous leurs associés jusqu'en 1993, quand Dan Brown retourne de nouveau au New Hampshire, et que l’on apprend que Blythe l'accompagne. Ils se marient en 1997, à l'étang de Pea Porridge situé près de North Conway dans le New Hampshire.
Tout en aidant sa carrière de chanteur, Blythe a également une influence importante sur la carrière de Dan Brown en tant qu'auteur, car elle est impliquée dans une grande partie de la promotion de ses livres. Elle coécrit deux de ceux-ci, écrits sous des pseudonymes, et quelques rumeurs concernent le fait qu'elle ait pu l’aider aussi bien dans l’écriture d’autres livres. Dans les remerciements du roman Deception Point, Dan Brown remercia « Blythe Brown pour ses inlassables recherches et ses contributions créatives ».
En 1993, Dan Brown sort son CD Dan Brown, qui inclut des chansons telles que 976-Love et If you believe in Love.

## Professeur en Nouvelle-Angleterre
Dan emménage dans sa ville natale avec Blythe au New Hampshire en 1993. Il devient professeur d’anglais dans son université, Exeter Phillips. Il donne aussi des cours d’espagnol dans une petite école, Lincoln Akerman, d'environ 250 élèves, à Hampton Falls.
En 1994, Dan Brown sort un CD intitulé Angels & demons, en français Anges et Démons. Le graphisme du titre, un ambigramme, est dessiné par John Langdon, il l'emploie plus tard pour le roman Anges et Démons. Dans les notes d’information, il crédite son épouse pour sa participation, la remerciant « pour être mon inlassable coauteur, ma coproductrice, mon deuxième ingénieur, ma compagne, et ma thérapeute. »[citation nécessaire]
Ce CD contient des chansons comme Here in These Fields et la ballade religieuse All I Believe.
En outre, en 1994, alors que Dan Brown est en vacances à Tahiti, il lit un roman de Sidney Sheldon intitulé The Doomsday Conspiracy (en), et décide qu'il pourrait faire mieux. Il commence à travailler sur Forteresse digitale, et coécrit également un livre avec son épouse, 187 Men to Avoid: A Guide for the Romantically Frustrated Woman, sous le pseudonyme de Danielle Brown (un des 187 articles dans le livre concerne des « hommes qui écrivent des livres pour des femmes »). Le profil de l'auteur du livre dit ceci : « Danielle Brown habite actuellement en Nouvelle-Angleterre : enseignant à l’école, écrivant des livres, et évitant les hommes. » Cependant, Dan Brown apparaît dans les droits d'auteur. Il en a vendu quelques milliers d'exemplaires avant que le tirage soit épuisé.

## Écrivain

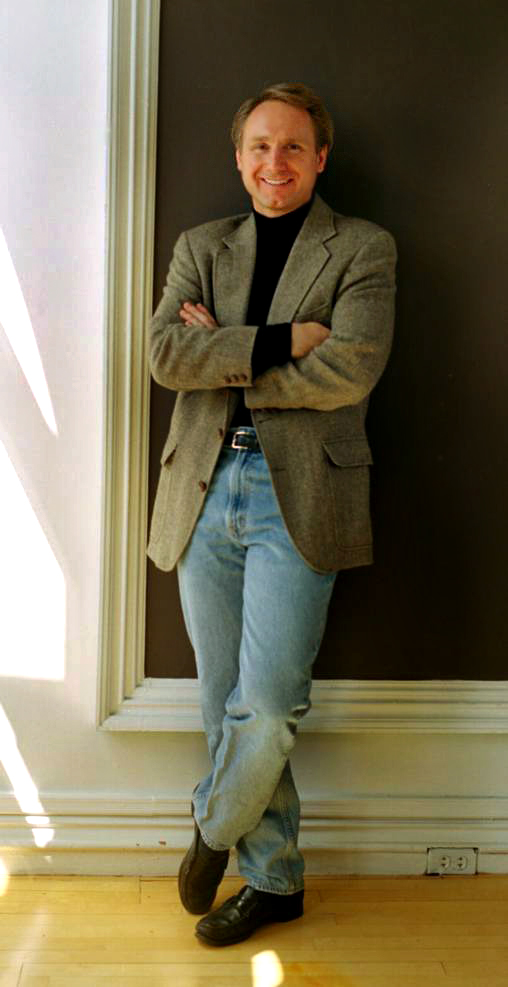
L'auteur Dan Brown.

En 1996, Dan Brown arrête l'enseignement pour devenir écrivain à temps plein et déménage à Tokyo (Japon). Forteresse digitale est publié en 1998. Blythe fait une grande partie de la promotion du livre, écrivant des communiqués de presse, réservant des émissions télévisées pour Dan Brown, et organisant des entretiens pour la presse. Quelques mois plus tard, Dan Brown et son épouse publient The bald book. Il sera officiellement crédité à son épouse, cependant une représentante de l'éditeur avouera qu'il fut principalement écrit par Dan Brown.
Les trois premiers romans de Dan Brown ont eu peu de succès, avec moins de 10 000 exemplaires pour leur première édition. Mais le quatrième roman, Da Vinci Code, est devenu un bestseller, allant jusqu’à être en tête de la liste des meilleures ventes du New York Times pendant sa première semaine de sortie en 2003. Il est maintenant l'un des livres les plus populaires de tous les temps avec 60,5 millions d'exemplaires vendus dans le monde entier jusqu’en 2006. Son succès relance la vente des précédents livres de Dan Brown.
En 2004, chacun des quatre romans de Dan Brown figure sur la liste des meilleures ventes du New York Times la même semaine et, en 2005, Dan Brown fait son apparition dans le magazine Time où il intègre la liste des 100 personnes les plus influentes de l'année. Le magazine Forbes place Dan Brown à la douzième place du classement des 100 célébrités de l’année 2005, et estime son revenu annuel à 76,5 millions de dollars. Le Times estime son revenu des ventes du Da Vinci Code à environ 250 millions de dollars.
En octobre 2004, Dan Brown et sa famille font don de 2 millions de dollars à l'académie Phillips d'Exeter en l'honneur de leur père, pour installer la « dotation technologique de Richard G. Brown » afin d'aider « à fournir des ordinateurs et d’autres équipements de pointe pour les étudiants dans le besoin ».
Dan Brown s’intéresse à la cryptographie, aux clefs et aux codes, qui sont un thème récurrent dans ses histoires.
Ses romans ont été traduits dans plus de 40 langues.
En 2006, Da Vinci Code est adapté au cinéma par Ron Howard dans une production Columbia Pictures. Le premier rôle, Robert Langdon, est interprété par Tom Hanks, Sophie Neveu par Audrey Tautou et Leigh Teabing par Ian McKellen. Le film compte parmi les plus attendus de l'année et est choisi comme film d'ouverture pour le Festival de Cannes 2006. Il essuie de mauvaises critiques de la presse internationale, et sera plus tard cité comme l'un des plus mauvais films de 2006.[réf. souhaitée] Néanmoins, il se classe en deuxième position des films ayant rapporté le plus d’argent en 2006 avec un revenu de 750 millions de dollars. Pour l'adaptation d' Anges et Démons, Ron Howard est à nouveau désigné réalisateur et la distribution compte Tom Hanks (toujours dans le rôle de Robert Langdon), Ewan McGregor et Ayelet Zurer.
Dan Brown apparaît au générique en tant qu'un des producteurs exécutifs du film Da Vinci Code. Une de ses chansons, « piano », qu'il a écrite et jouée, fait partie de la bande sonore.
De 2003 à 2009, Dan Brown travaille sur le roman Le Symbole perdu, dont l’action se déroule dans la ville de Washington DC. Il évoque les francs-maçons et l'ancien ordre de la Rose Croix. Le site web promotionnel de Dan Brown déclare que les puzzles cachés dans la couverture du Da Vinci Code (incluant deux références à la sculpture le Kryptos se rapportant au siège de la Central Intelligence Agency (CIA) à Langley dans l’État de Virginie) donnent des conseils au sujet de l’histoire de ce roman. Cela reprend le thème de certains des premiers travaux de Dan Brown. Par exemple, un puzzle à la fin de Deception Point délivre le message suivant, « le code de Da Vinci apparaîtra ». Paru en novembre 2009 aux Éditions JC Lattès (France).
En janvier 2010, le classement de plusieurs magazines dédiés à l'édition, dont Livres-Hebdo en France et The Bookseller en Grande-Bretagne, le situe à la troisième place des écrivains de fiction les plus vendus en Europe en 2009.
En mai 2013 est publié mondialement le sixième roman de Dan Brown, Inferno, avec de nouveau Robert Langdon comme héros principal. L'action du livre se situe à Florence, avec pour principale référence L'Enfer de Dante.
En octobre 2017 est publié son nouveau roman Origine. Celui-ci est le cinquième opus de la saga Robert Langdon et revient sur le Big Bang et les origines du monde.

## Projets
Dan Brown dit qu'il a des ébauches pour au moins douze romans, dont un qui implique l’association d'un compositeur célèbre à une société secrète, peut-être Mozart, qui était franc-maçon.
Les livres prétendant indiquer les secrets du nouveau roman tels que Secrets of the Widow's Son se décrivent comme des « guides d’exploration » du livre. En outre, The Guide to Dan Brown's The Solomon Key révèle que le roman explorera probablement les fraternités de Yale, les Skull and Bones auxquelles George W. Bush et John Kerry ont tous les deux appartenu.

## Œuvres

### CD
- Dan Brown, 1993, DBG Records (incluant les chansons 976-Love et If you believe in Love)[5]
- Angels & Demons, 1994, DBG Records (incluant les chansons Here in these Fields and All I Believe)[5]

### Romans

#### SérieRobert Langdon
- Angels & Demons (2000) Publié en français sous le titre Anges et Démons, traduit par Daniel Roche, Paris, Éditions J.-C. Lattès, 2005  (ISBN 2-7096-2579-2) ; réédition, Paris, Pocket no 12266, 2006  (ISBN 2-266-14435-9)
- The Da Vinci Code (2003) Publié en français sous le titre Da Vinci Code, traduit par Daniel Roche, Paris, Éditions J.-C. Lattès, 2004  (ISBN 2-7096-2493-1) ; réédition, Paris, Pocket no 12265, 2005  (ISBN 2-266-14434-0) ; réédition, Paris , LGF, coll. « Le Livre de poche » no 33451, 2014  (ISBN 978-2-253-00117-1)
- The Lost Symbol (2009) Publié en français sous le titre Le Symbole perdu, traduit par Dominique Defert et Alexandre Boldrini, Paris, Éditions J.-C. Lattès, 2009  (ISBN 978-2-7096-2699-6) ; réédition, Paris , LGF, coll. « Le Livre de poche » no 32075, 2010  (ISBN 978-2-253-13417-6)
- Inferno (2013) Publié en français sous le titre Inferno, traduit par Dominique Defert et Carole Delporte, Paris, Éditions J.-C. Lattès, 2013  (ISBN 978-2-7096-4374-0) ; réédition, Paris , LGF, coll. « Le Livre de poche » no 33364, 2014  (ISBN 978-2-253-00456-1)
- Origin (2017) Publié en français sous le titre Origine, Paris, Éditions J.-C. Lattès, 2017  (ISBN 978-2-7096-5980-2)
- The Secret of secrets (2025) Publié en français sous le titre Le Secret des secrets, Paris, Éditions J.-C. Lattès, 2025  (ISBN 978-2-709-66838-5)

#### Autres romans
- Digital Fortress (1998) Publié en français sous le titre Forteresse digitale, traduit par Dominique Defert, Paris, Éditions J.-C. Lattès, 2007  (ISBN 978-2-7096-2630-9)
- Deception Point (2001) Publié en français sous le titre Deception Point, traduit par Daniel Roche, Paris, Éditions J.-C. Lattès, 2006  (ISBN 2-7096-2641-1) ; réédition, Paris , LGF, coll. « Le Livre de poche. Thriller » no 37238, 2007  (ISBN 978-2-253-12316-3)

## Adaptations au cinéma et à la télévision
- 2006 : Da Vinci Code, film américain réalisé par Ron Howard, avec Tom Hanks (Robert Langdon) et Audrey Tautou (Sophie Neveu)
- 2009 : Anges et Démons (Angels & Demons), film américain de Ron Howard, avec Tom Hanks (Robert Langdon) et Ewan McGregor (Patrick McKenna)
- 2016 : Inferno, film américain de Ron Howard, avec Tom Hanks (Robert Langdon), Felicity Jones (Sienna Brooks) et Omar Sy (Christophe Bouchard)
- 2021 : Le Symbole perdu (The Lost Symbol), série américaine de Dan Dworkin et Jay Beattie, avec Ashley Zukerman (Robert Langdon), Valorie Curry (Katherine Solomon) et Eddie Izzard (Peter Solomon)

## Controverses

### Revendications controversées
Dans des interviews, Dan Brown mentionne que son épouse est « historienne d'art » et « peintre », bien qu'aucune trace d'un travail d'elle dans ces domaines n'ait été trouvée. Quand ils se sont rencontrés, elle était la directrice du développement artistique à l'académie nationale pour les paroliers à Los Angeles. Cependant, durant le procès concernant les droits d’auteur du Da Vinci Code en 2006, des preuves ont été présentées à la Cour afin de prouver que Blythe a bien effectué des recherches pour le roman de son époux.
En quatrième de couverture de ses ouvrages, Dan Brown affirme avoir enseigné l'histoire de l'art, alors qu'il n'aurait enseigné que les langues (l'anglais et l'espagnol).